# Albert Kimmerling
Pour les articles homonymes, voir Kimmerling.
Albert Louis Kimmerling (22 juin 1882 à Saint-Rambert-l'Île-Barbe-9 juin 1912 à Mourmelon), est un pionnier de l'aviation en France et Afrique du Sud. Fondateur de l'aéroport de Lyon-Bron, dirigeant de Sommer, il obtint son brevet de pilote le 19 octobre 1910.

## Jeunesse sportive
Albert Kimmerling est né le 22 juin 1882 à Saint-Rambert-l'Île-Barbe, près de Lyon dans une famille de banquiers genevois bénéficiant de la double nationalité, il est ainsi le premier pilote suisse.
Après des études au lycée Ampère à Lyon, il se lance dans les études mécaniques. Passionné de courses automobiles et de hockey sur glace, il participe à des compétitions européennes au sein du Sporting Club de Lyon. Il est ainsi artisan de la victoire du premier championnat de France en 1907.
En 1909, il commence une carrière d’ingénieur mécanicien chez Cottin & Desgouttes et rejoint rapidement en octobre Gabriel Voisin. En deux mois, il apprend à piloter avec Henri Farman et Léon Delagrange, est nommé pilote à Mourmelon.

## Pionnier de l'aviation
Le 14 décembre 1909, il rejoint Le Cap avec un biplan Voisin afin de réaliser des essais durant l'année 1910. Il inaugurera ainsi l'aéronautique en Afrique du Sud, réalisant le premier décollage, de nombreux premiers vols, les premiers vols payants, un des premiers essais d'hélice semi métallique.
De retour en France, il est engagé le 19 octobre 1910 chez Sommer comme pilote. Roger Sommer à cette époque travaille en lien avec l'armée.
Il participe au meeting d'ouverture du « champ d'aviation de Bron » du 7 au 15 mai 1910 et s'investit dans la création de l'aéroport. On lui confie la fondation et direction de l'École nationale d'aviation de Bron. D'une grande renommée d'audace, il participe aux courses et meetings du monde aéronautique, contribue à la formation d'élèves-pilotes et à l'essor de l'aéroport de Lyon-Bron.
Il est associé aux développements de l'aviation militaire, par le biais de la formation d'élèves-pilotes sur Sommer à Bron et prendra part aux grandes manœuvres des Ardennes[Quand ?].

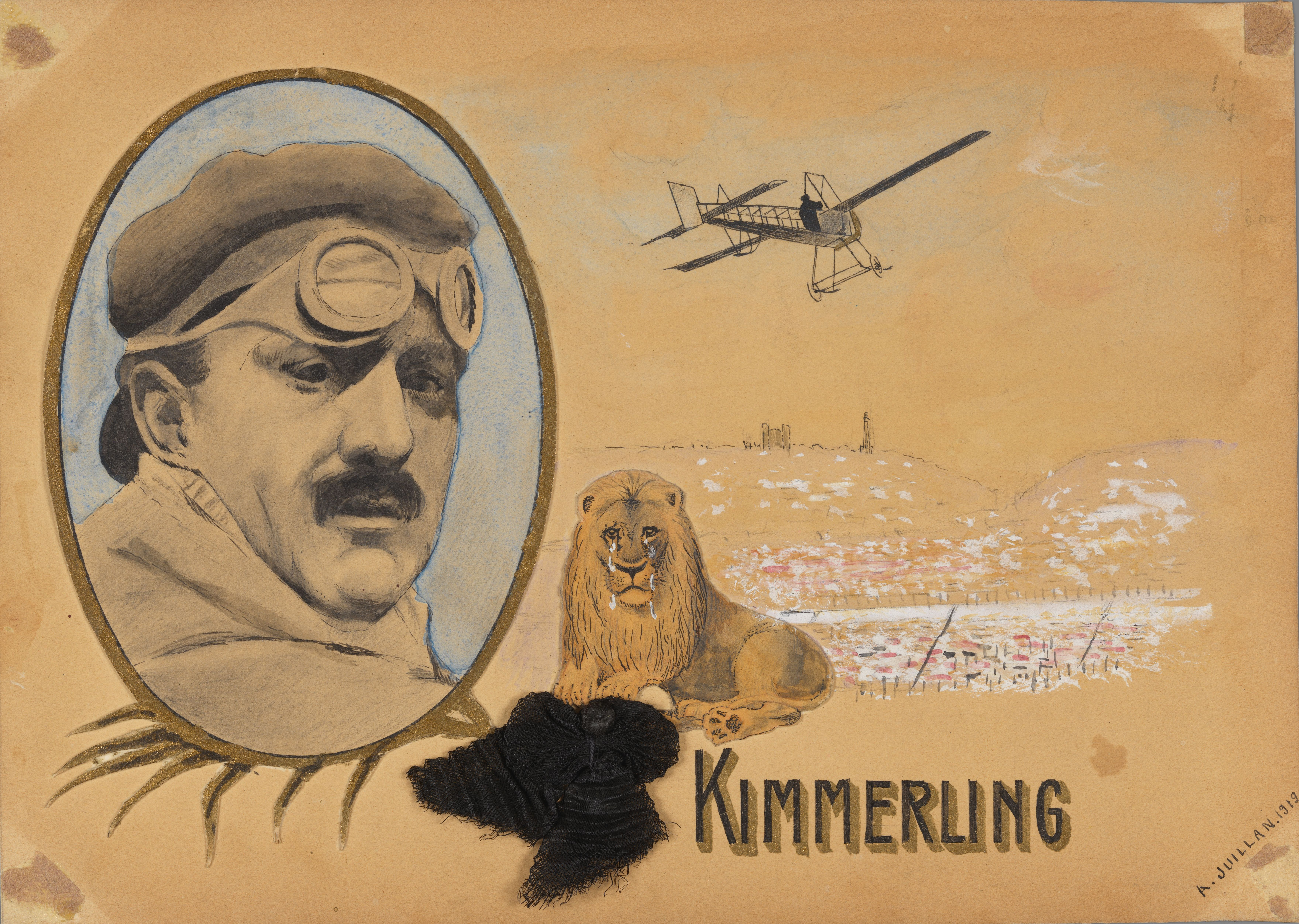
Hommage lyonnais à Albert Kimmerling, dessin d'A. Jullian (1912)

Il s'écrase dans l'essai de transformation du monoplan Type E en biplace le 9 juin 1912 à Mourmelon. Son décès détermine Roger Sommer à renoncer à l'aviation.
Albert Kimmmerling est inhumé au cimetière de Bursinel, où sa tombe est ornée d'une sculpture d'Henri Vallette.

## Hommages publics

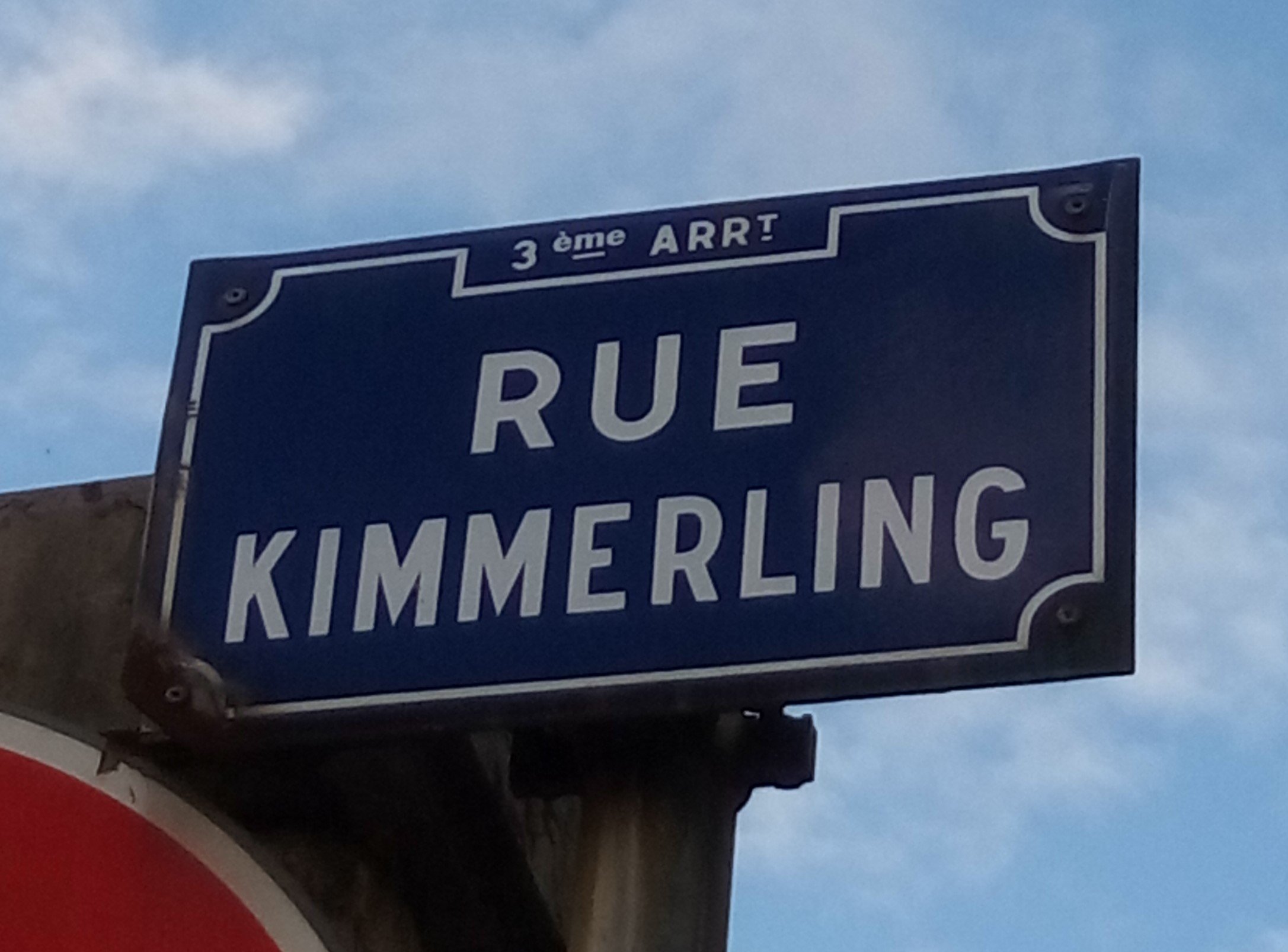
Plaque de la rue Kimmerling, dans le 3e arrondissement de Lyon.

Les villes de Lyon, Villeurbanne et Bron lui ont dédié une rue ou une place.
La ville de Ruy-Montceau, afin de rappeler l'un de ses exploits, lui a dédié une stèle et son école primaire.
Le village de Sainte-Cécile-les-Vignes (Vaucluse) lui a aussi dédié le nom d'une avenue sur laquelle il avait fait un atterrissage forcé lors d'un de ses essais (30 et 31 juillet 1911). Une plaque commémorative est apposée à l'entrée de cette avenue.
Il est nommé en 2015 au temple de la renommée du hockey français.